# Bettō
Bettō (別当) es un término que originalmente indicaba al jefe de una institución que se desempeña temporalmente como jefe de otra, pero que también significa el jefe de tiempo completo de alguna institución. El samurái del período Kamakura, Wada Yoshimori, por ejemplo, fue el primer bettō del Samurai-dokoro del shogunato.

## Uso religioso del término
Un bettō era un monje que realizaba ritos budistas en los santuarios y jingūji (santuarios parte de un templo) antes del shinbutsu bunri, la ley del período Meiji que prohibía la mezcla del sintoísmo y el budismo. Un santuario tenía varios bettō, desde el seibettō (monje principal) hasta el shūri bettō (monje a cargo de las reparaciones). Los que no están asociados con los deberes religiosos fueron llamados zoku bettō. Entre los santuarios que nombraron bettō están Iwashimizu Hachiman-gū, Tsurugaoka Hachiman-gū, y Hakone Jinja. Eran particularmente comunes en los santuarios de Hachiman y gongen, y su mandato duraba tres o seis años.